# Batalla de Tourtour
La batalla de Tourtour fou una batalla del 973 entre les forces cristianes liderades per Guillem I de Provença contra els pirates sarraïns que entre 889-890 s'havien establert a Fraxinètum (Provença) provinents de l'Àndalus i Ifríqiya.
La longevitat del centre de Fraxinètum, en comparació amb altres refugis sarraïns, ha portat els historiadors a assumir que la colònia era un empori comercial estable, més que un refugi de filibusters. Això no vol dir que accions pirates no poguessin començar des d'allà.
Després de 80 anys de vida, Fraxinètum fou destruïda el 972-973 o el 983 per les forces combinades de Ligúria i Provença, organitzades per Guillem I de Provença amb l'ajuda del piemontès Arduí Glaber i amb el vistiplau del papa Joan XIII i l'emperador Otó I el Gran.
La destrucció de Fraxinètum no va aturar el bàndol islàmic ni altres accions militars majors, com l'intent de conquerir Sardenya de Mujàhid, valí de Dénia i les Balears.